# Yalmakan Fútbol Club
El Yalmakan Fútbol Club es un club de fútbol de México que participó en la Serie A de la Segunda División de México. Si bien el club no participará más en la actual temporada, no se descarta el regreso de este club al fútbol profesional
Fue fundado oficialmente el 30 de agosto de 2013. La temporada 2014-15 fue la primera participación del club en Tercera División. Para la temporada 2016-17 obtuvo ascenso a la Liga de Nuevos Talentos en modo de expansión de esta.

## Historia
Fue fundado el 30 de agosto de 2013 participando en la Tercera División de México, en la que participó por dos temporadas.
En 2016 se unió a la Liga de Nuevos Talentos en modo de expansión, en el Apertura 2016 consiguió 5 victorias, 4 empates y 3 derrotas acumulando un total de 19 puntos, y poder clasificar a liguilla. En el Clausura 2017 logró tener 6 victorias seguidas, hasta que el equipo de Jiquipilas Valle Verde le quitó la racha de victorias, empatando 1-1. Al término de la temporada el equipo quedó invicto, y ya en liguilla, en Cuartos de final, perdió su invicto al perder en la ida 1-0 ante Lobos Prepa, pero en el partido de vuelta, en casa se recuperaron y lograron calificar a semifinales ganando 3-0, en semifinales empataron la ida 0-0 contra el Celaya "B", y en la vuelta logró llegar a la final al vencer en casa 2-1. En la Final se enfrentó a Calor, en el partido de ida resultó en un empate a 0, mientras que en la vuelta el equipo de Yalmakan logró vencer 1-0 a Calor con gol de Marco Antonio Guzmán, convirtiéndose en el campeón del Clausura 2017 de la Liga de Nuevos Talentos y clasificando a la Final de Ascenso contra Correcaminos "B" para definir quien asciende a la Liga Premier de Ascenso. En el partido de ida de la Final por el Ascenso el equipo de Correcaminos "B" logró conseguir una victoria por 1-0 en casa teniendo una ligera ventaja, mientras que en el partido de vuela, el Yalmakan FC logró remontar el marcador global al ganar 2-0 en casa y coronarse campeón de la Final de Ascenso de la Liga de Nuevos Talentos y consigo lograr ascender a la Liga Premier de Ascenso.
| 1  |  | Bandera de México         | Bryan Meza           |
| 3  |  | Bandera de México         | Julio López          |
| 4  |  | Bandera de México         | Axel Molina          |
| 5  |  | Bandera de México         | Luis Carrillo        |
| 16 |  | Bandera de México         | David Maldonado      |
| 6  |  | Bandera de México         | Carlos Navarro       |
| 15 |  | Bandera de México         | Alejandro Villaseñor |
| 19 |  | Bandera de México         | Paul Brambila        |
| 20 |  | Bandera de México         | Javier López         |
| 12 |  | Bandera de México         | Marco Guzmán         |
| 39 |  | Bandera de México         | Iván Estrella        |
|    |  |                           |                      |
| 68 |  | Bandera de México         | Daniel Arroyo        |
| 49 |  | Bandera de México         | Kevin Lira           |
| 8  |  | Bandera de México         | Jessie Carrillo      |
| 14 |  | Bandera de México         | Kevin Lazos          |
| 17 |  | Bandera de México         | Daniel Pelayo        |
| 21 |  | Bandera de Estados Unidos | Diego Mendoza        |
| 25 |  | Bandera de México         | Osvaldo Galindo      |
|    |  |                           |                      |
| 52 |  | Bandera de México         | Juan Perdomo         |
| 7  |  | Bandera de México         | Arturo Avilés        |
| 22 |  | Bandera de México         | Oziel Estrella       |
| 29 |  | Bandera de México         | Vladimir Suárez      |
| 18 |  | Bandera de México         | Carlos Ramírez       |
|    |  |                           |                      |
| DT |  | Bandera de México         | Carlos Bracamontes   |

De cara al Apertura 2017, el equipo había ganado su ascenso a la Liga Premier de manera deportiva, sin embargo, debió permanecer en la Liga de Nuevos Talentos al no contar con la infraestructura necesaria de acuerdo con los requerimientos de la Segunda División, luego de ser rechazada su solicitud para trasladarse al Estadio José López Portillo de Chetumal, por lo que el equipo se vio ante la posibilidad de cambiar de sede para poder disputar la categoría de bronce.
En su segunda etapa en la categoría, el equipo se proclamó campeón de la ahora llamada Serie B de México tras derrotar a los Coyotes de Tlaxcala por marcador global de 1-2, empatando a un gol en Puerto Morelos y ganando por la mínima en el Estadio Tlahuicole de Tlaxcala, el equipo además eliminó a los cuadros de Orizaba y Nuevo Chimalhuacán, mientras que durante la temporada regular finalizó como tercer lugar del grupo II, y cuarta posición en la tabla general.
| 1  |  | Bandera de México         | Bryan Meza          |
| 2  |  | Bandera de México         | Gustavo Can         |
| 4  |  | Bandera de México         | Axel Molina         |
| 5  |  | Bandera de México         | Luis Carrillo       |
| 8  |  | Bandera de México         | Valentín López      |
| 18 |  | Bandera de México         | David Maldonado     |
| 6  |  | Bandera de México         | Carlos Navarro      |
| 14 |  | Bandera de México         | Kevin Lazos         |
| 17 |  | Bandera de México         | Javier López        |
| 9  |  | Bandera de México         | Osvaldo Galindo     |
| 11 |  | Bandera de México         | Marco Guzmán        |
|    |  |                           |                     |
| 20 |  | Bandera de México         | Arturo Cruz         |
| 49 |  | Bandera de México         | Kevin Lira          |
| 3  |  | Bandera de México         | Rogelio Salinas     |
| 16 |  | Bandera de México         | Francisco Vázquez   |
| 31 |  | Bandera de Estados Unidos | Erik Carbajal       |
| 7  |  | Bandera de México         | Luis Bracamontes    |
| 19 |  | Bandera de México         | Daniel Pelayo       |
|    |  |                           |                     |
| 12 |  | Bandera de México         | Jaime Villalba      |
| 15 |  | Bandera de México         | Daniel Hermenegildo |
| 28 |  | Bandera de México         | Aldair Arvizu       |
| 27 |  | Bandera de México         | Ricardo Vázquez     |
| 35 |  | Bandera de México         | Diego Bribiesca     |
|    |  |                           |                     |
| DT |  | Bandera de México         | Carlos Bracamontes  |

En junio de 2018 se anunció que el equipo cambió de sede, por lo que se trasladó desde Puerto Morelos a la ciudad de Chetumal, capital del estado de Quintana Roo, de esta manera, el Estadio José López Portillo se convirtió en el nuevo hogar del equipo, esto para cumplir con los requisitos de competencia de la Liga Premier y a su vez asegurar el Ascenso a la Serie A que se había quedado congelado por una temporada.
En junio de 2020 la directiva del equipo solicitó licencia para no disputar la temporada 2020-21 por la situación económica del club como consecuencia de la crisis económica que afectó al país y la consecuente falta de patrocinios para sostener los gastos del club. Sin embargo, el club no se detuvo en su totalidad ya que se mantuvo en competencia la escuadra filial de Tercera División, la cual tenía su sede en la Ciudad de México y desapareció al finalizar esa temporada.
Luego de que mejoró la situación financiera del club y la crisis sanitaria del país, el equipo principal del Yalmakan regresó a competir para el Torneo Apertura 2021 con una escuadra basada en jugadores locales, la apuesta funcionó para el club y este consiguió calificar a la liguilla de la Serie A por primera ocasión, sin embargo, el equipo fue eliminado en cuartos de final por el Inter Playa del Carmen. Para el Clausura 2022 el Yalmakan revalidó el logro conseguido el torneo anterior y volvió a calificar a la liguilla, aunque en esta ocasión cayó derrotado en la misma ronda de cuartos por el club Tritones Vallarta. Firmando la mejor participación del club en la Serie A.
En enero de 2023 el Yalmakan firmó una alianza con el Deportivo Chetumal de la Tercera División, por lo cual este equipo se convirtió en el filial de la escuadra Chaacmool a partir de la temporada 2023-24, de esta manera ambos clubes comenzaron a compartir jugadores, infraestructura y otros elementos deportivos.
En enero de 2024 la directiva del Yalmakan anunció la suspensión del club debido a problemas financieros que le impiden costear los gastos relacionados con su participación en la Liga Premier.

## Estadio
El Estadio José López Portillo es un estadio de futbol situado en Chetumal, Quintana Roo, México, actualmente es sede del Yalmakan FC de la Liga Premier MX, y de los Tigrillos de Chetumal de la Liga TDP. Asimismo, es conocido como el estadio "JOLOPO" y está registrado, en la Federación Mexicana de Fútbol, con una capacidad para 15 500 personas.
| 2014-2016     | Cancha 1CEDAR                       | Cancún         |
| 2016-2018     | Unidad Deportiva Colonia Pescadores | Puerto Morelos |
| 2018-Presente | Estadio José López Portillo         | Chetumal       |

## Entrenadores
- Irving Rubirosa (2014-2015)
- Javier Hermenegildo (2015-2016)
- Carlos Bracamontes (2016-2018)
- Enrique Vela (2018)
- Salvador Patiño (2018)
- Omar Tisera (2019)
- Víctor Manuel Morales (2019-2020)
- Juan Carlos Montiel (2021-2023)
- Mendivi Mis (2023)
- Giancarlo Maldonado (2023)

## Temporadas
| Temporada     | División            | Posición                             |
| ------------- | ------------------- | ------------------------------------ |
| 2014-15       | 5. Tercera División | 10o. Grupo I                         |
| 2015-16       | 5. Tercera División | 4o. Grupo I (Octavos)                |
| Apertura 2016 | 4.Segunda LNT       | 4o. Grupo III, 11o. General          |
| Clausura 2017 | 4.Segunda LNT       | 1.º Grupo III, 1.º General (Campeón) |
| Apertura 2017 | 4.Segunda Serie B   | 3o. Grupo II, 4o. General (Campeón)  |
| Clausura 2018 | 4.Segunda Serie B   | 2o. Grupo II, 4o. General (Cuartos)  |
| 2018-2019     | 3.Segunda Serie A   | 16o. Grupo II, 29o. General          |
| 2019/2020     | 3.Segunda Serie A   | 7o. Grupo II, 17o. General           |
| Apertura 2021 | 3.Segunda Serie A   | 4o. Grupo II, 7o. General (Cuartos)  |
| Clausura 2022 | 3.Segunda Serie A   | 3o. Grupo II, 5o. General (Cuartos)  |
| Apertura 2022 | 3.Segunda Serie A   | 7o. Grupo III, 17o. General          |
| Clausura 2023 | 3.Segunda Serie A   | 9o. Grupo III, 25o. General          |

## Palmarés
| Competición nacional  | Títulos                      | Subcampeonatos |
| --------------------- | ---------------------------- | -------------- |
| Segunda Serie B (2/0) | Clausura 2017, Apertura 2017 |                |
| Ascenso Serie B (2/0) | 2016/2017, 2017/2018         |                |

## Filial
Yalmakan "B"
| Temporada | División           | Posición     |
| --------- | ------------------ | ------------ |
| 2016/2017 | 5.Tercera División | 7o. Grupo I  |
| 2017/2018 | 5.Tercera División | 9o. Grupo I  |
| 2018/2019 | 5.Tercera División | 5o. Grupo I  |
| 2019/2020 | 5.Tercera División | 8o. Grupo IV |
| 2020/2021 | 5.Tercera División | 12o. Grupo V |